# 모디보 케이타 국제공항

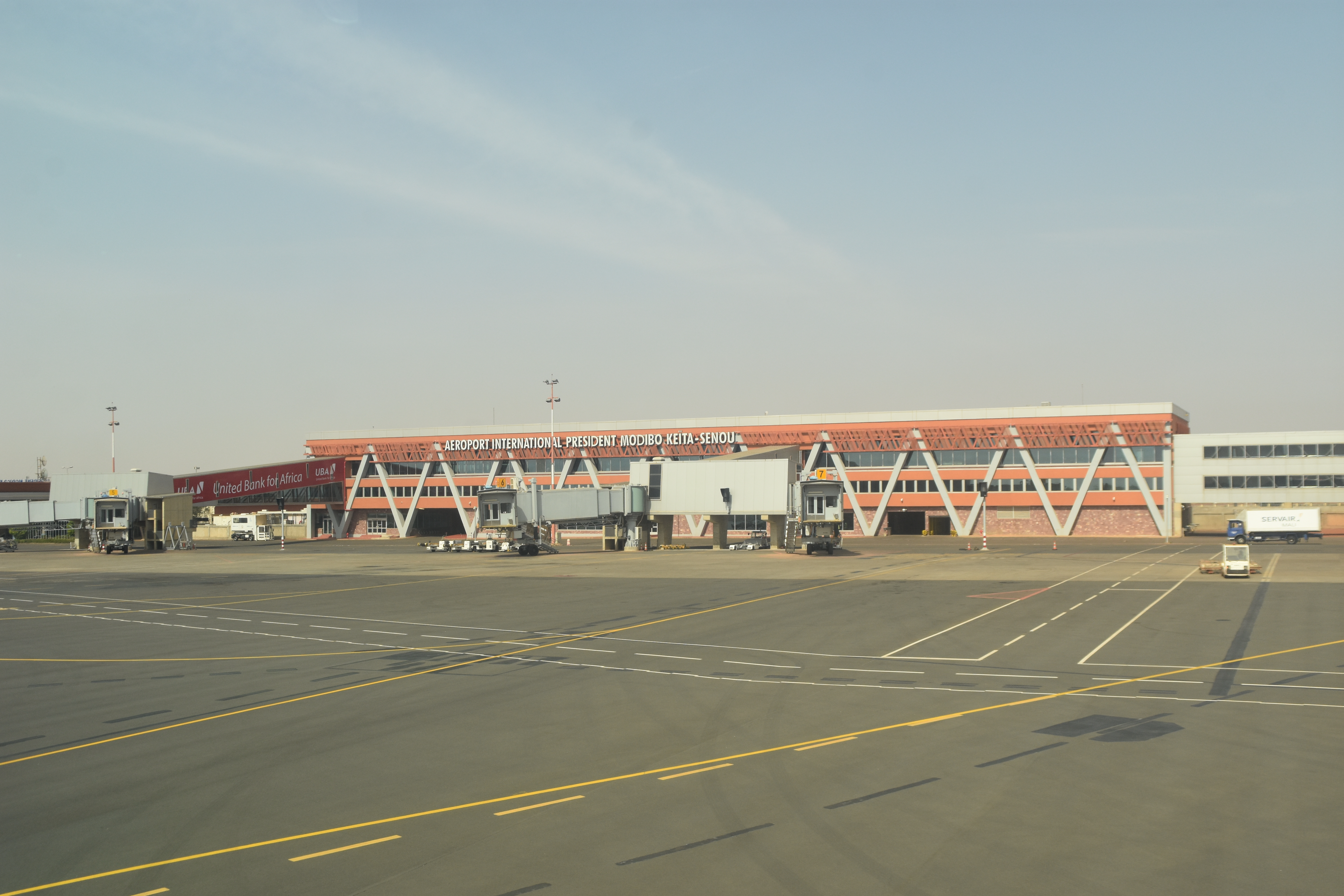

모디보 케이타 국제공항(Modibo Keita International Airport, IATA: BKO, ICAO: GABS, 이전 명칭: 바마코-세누 국제공항, Bamako–Sénou International Airport)은 서아프리카 말리의 수도인 바마코 시내에서 남쪽으로 약 15km(9.3마일) 떨어진 곳에 위치한 말리의 주요 공항이다. 말리 유일의 국제공항이다. 에어로포트 뒤 말리(Aéroports du Mali, ADM)가 관리한다. 운영은 말리 장비 교통부에서 감독한다.